# Amil Shivji
Amil Shivji (nacido en 1990) es un cineasta tanzano. Sus películas suelen abordar las representaciones erróneas de África y su historia, así como el tema del neocolonialismo.

## Biografía y carrera
Nacido en Dar es Salaam, las raíces de Shivi se remontan a Zanzíbar. Visitando a menudo la isla cuando era niño, se inspira con frecuencia en ella. Antes de lanzar su carrera cinematográfica, Shivji trabajó como periodista y presentador de radio. Es el fundador de Kijiweni Productions, una productora, y de Kijiweni Cinema.
Shivji lanzó su carrera con dos cortometrajes de ficción, Shoeshine (2013) y Samaki Mchangani (2014). Ambas películas participaron en varios festivales de cine internacionales, como el Festival Internacional de Cine de Rotterdam y el Festival Panafricano de Cine y Televisión de Uagadugú (FESPACO) en Burkina Faso.
En 2015, produjo el largometraje Aisha, también proyectado internacionalmente. La premiada ópera prima del cineasta, T-Junction (2017), inauguró el prestigioso Festival Internacional de Cine de Zanzíbar. En 2021, estrenó Vuta N'Kuvute (Tug of War), que se estrenó en el Festival Internacional de Cine de Toronto.

## Filmografía

### Cortometrajes
- 2012: Who Killed Me
- 2013: Shoeshine
- 2014: Samaki Mchangani

### Largometrajes
- 2015: Aisha (productor)
- 2017: T-Junction
- 2021: Vuta N’Kuvute (Tug of War)[7]